# Salamandra atra

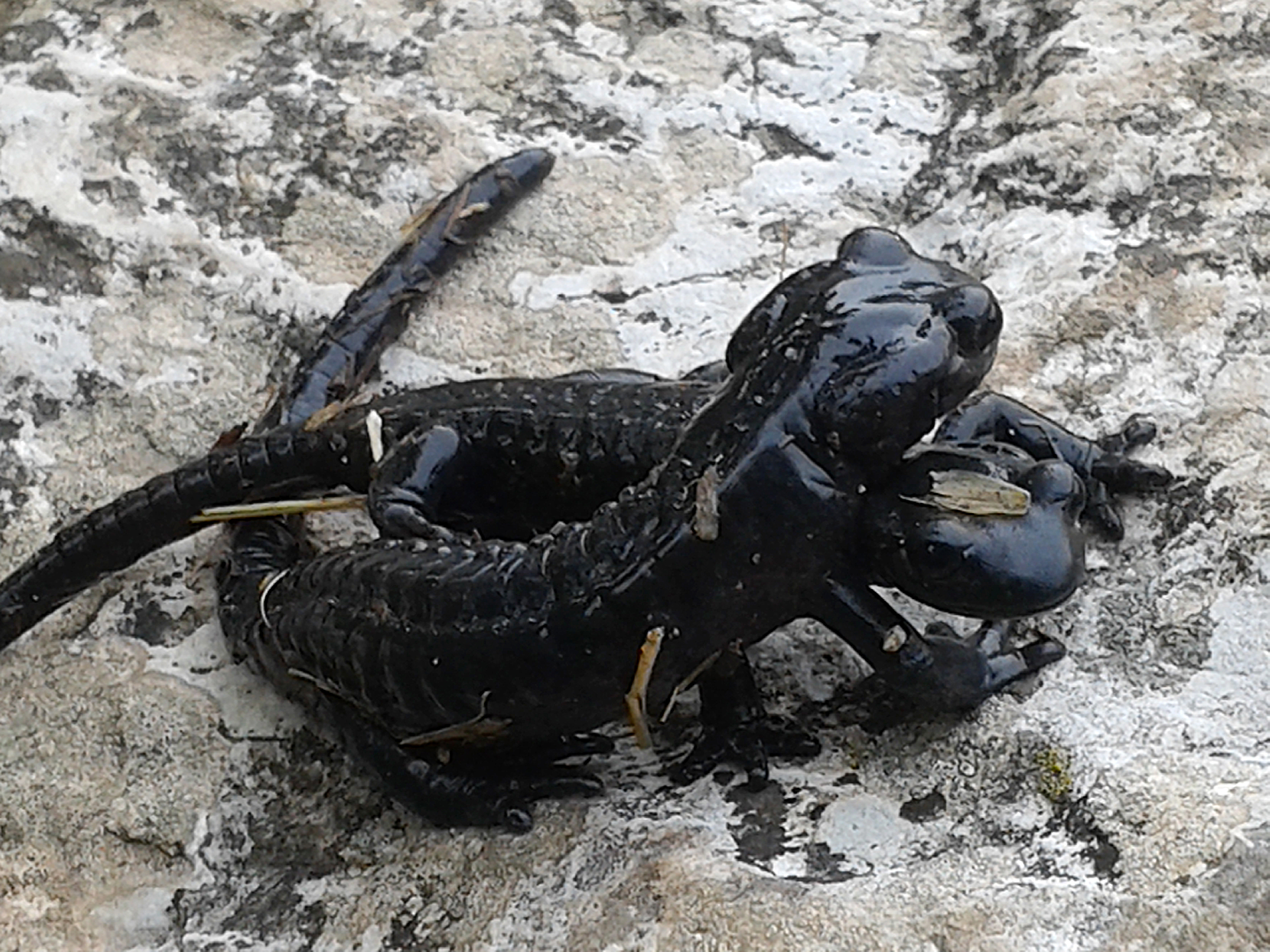
Salamandra atra

Kỳ giông núi (tên khoa học: Salamandra atra) là một kỳ giông màu đen bóng được tìm thấy ở miền Trung, Đông và Dinara Alps, ở độ cao trên 700 mét. Tây Alps là nơi sinh sống của một loài tương tự, kì giông núi Lanza (Salamandra lanzai) chỉ trong một khu vực nhỏ. Không có sự khác biệt về chiều dài giữa hai giới (9–14 cm) và tỷ lệ giới tính là 1:1, tuổi thọ của chúng là ít nhất 10 năm. Không giống như những loài kỳ giông khác có ấu trùng được phát triển trong nước, kỳ giông núi là một loài sống hoàn toàn trên mặt đất. Phương pháp bắt-bắt lại cho thấy loài này rất tĩnh tại, chúng chỉ di chuyển tối đa khoảng 12 m trong mùa hè. Khoảng 120 cá thể trên mỗi ha được đếm trong các khu vực phù hợp nhất, với > 2.000 cá thể/ha cũng được quan sát, cho thấy loài này có khá nhiều.